# تپه حسن ۲
تپه حسن ۲ مربوط به دوره اشکانی ـ دوره ساسانی است و در شهرستان دهلران، بخش موسیان، ۳ کیلومتری ضلع شرقی شهر موسیان واقع شده و این اثر در تاریخ ۳۰ دی ۱۳۸۵ با شمارهٔ ثبت ۱۶۹۲۱ به عنوان یکی از آثار ملی ایران به ثبت رسیده است.